# المنزل (رواية)
المنزل هي إحدى روايات الروائية الأمريكية دانيال ستيل (بالإنجليزية The House) وهي من الروايات.

## نبذة قصيرة
تدور أحداث الرواية عن محامية لا تهتم بشيء في حياتها غير عملها تتلقى هدية من عميل لدبها بعد وفاته عبارة عن مبلغ كبير من المال ورسالة بأن تستخدم المال في شيء رائع ومثير وتعثر على منزل قديم له تاريخ عريق حيث تستعين بمهندس معماري لترميمه وتكتشف قصته التاريخية شيئا فشيئا اثناء الترميم.